# Хазра (Габалинский район)
Хазра (азерб. Həzrə) — село в Габалинском районе Азербайджана.

## География
Село расположено к юго-востоку от районного центра Габалы.

## Этимология
Название села имеет арабское происхождение. Согласно А. Гусейн-заде название села происходит от арабского слова «хазрат»-святой и дано по причине захоронения здесь хазрат Шейха Мансура (XIV-XV вв.). Также может означать «дом», «очаг», «жилое место».

## Население
В Памятной книжке Елисаветпольской губернии на 1910 год, упоминается отсёлок села Вандам Газра с населением азербайджанцами-суннитами (по источнику «татарами»-суннитами).
Согласно результатам Азербайджанской сельскохозяйственной переписи 1921 года в селении Газра (Хязря) Вандамского сельского общества Нухинского уезда Азербайджанской ССР в 16 хозяйствах проживали 97 человек, преобладающее население — тюрки-азербайджанцы.

Мавзолей в селе Хазра

## Достопримечательности
В черте села находятся исторические памятники ХѴ-ХІѴ веков, мавзолеи шейхов Бадраддина и Мухаммеда.
Историк-эпиграфист Мешадиханум Нейматова отмечала: «Лес, где имеются гробницы представителей ислама ХѴ-ХІѴ вв., около сел.Хазра Гуткашенского района, поныне считается священным. Никто не осмеливается не только на то, чтобы срубить дерево в этом лесу, но даже взять щепку. Сюда даже сегодня приводят больных из окрестных сел».